# Igor Vovchanchyn
Igor Iaroslavovitch « Ice Cold » Vovchanchyn (en ukrainien : Ігор Ярославович Вовчанчин), né le 8 juin 1973[réf. nécessaire] à Zolochiv, est un kick-boxeur et pratiquant ukrainien d'arts martiaux mixtes (MMA) ayant fait l'essentiel de sa carrière au Pride FC, où il arrivera en finale en 2000. Poids lourd réputé pour son style de frappe puissant, il est considéré comme l'un des meilleurs lutteurs au monde dans les années 1998-2001, pour ses victoires contre Mark Kerr, Kazushi Sakuraba, Gilbert Yvel ou encore Gary Goodridge. Il est aujourd'hui à la retraite.

## Biographie
Né en 1973 dans la RSS d'Ukraine, réputé bagarreur dans sa jeunesse, il pratique l'athlétisme et la boxe pendant ses études. En 1993, il devient champion de kick-boxing de la CEI, à l'âge de 20 ans. L'année suivante, il est champion du monde de kick-boxing amateur lors d'une compétition tenue au Danemark par la fédération IAKSA. Il s'oriente ensuite vers les arts martiaux mixtes.
Faisant parfois plusieurs combats dans la même journée, il remporte cinq compétitions internationales d'Europe de l'Est. En pankration, il remporte une fois de trophée de l'IAFC en 1995, et deux fois en 1997. En Vale Tudo, il remporte trois compétitions en 1996: DNRF « Ukrainian Octagon », l'IFC à Kiev —ayant réalisé un KO technique contre Paul Varelans en demi-finale—, ainsi que le titre de « Mr. Powerman Sekai » à Minsk, après une finale contre Adilson Lima, élève de Ryan Gracie. En 1998, il se rend au Brésil pour participer à la compétition de la World Vale Tudo Championship: il devient champion du monde de Vale Tudo.
Il arrive au Pride FC en 1998, où il se fait remarquer par son style de frappe puissant qui compense ses faiblesses en grappling, et par ses victoires contre Kazushi Sakuraba et contre Gary Goodridge, à deux reprises (pour son premier combat au Pride, Vovchanchyn affronta Goodridge, qu'il mit KO dès la sixième minute du premier round). Il reste alors invaincu, jusqu'à la finale du Pride Grand Prix, en 2000, qu'il perd contre Mark Coleman. En 1999, il avait fait une entrée éphémère au K-1, mais s'était incliné dès son premier match contre Ernesto Hoost.

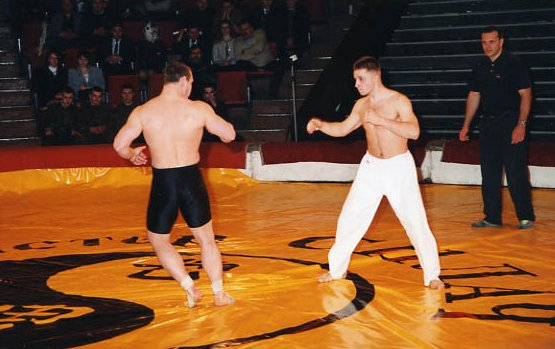
Finale de « Mr. Powerman Sekai » en 1996, contre Roman Tikunov.

En 2004, il participe au Pride en ayant perdu du poids (passé de 106 à 93 kilos) afin de combattre dans la catégorie « Middleweight ». Blessé à la main droite, il décide en 2005 de mettre un terme prématuré à sa carrière, à l'âge de 32 ans. Parmi les victoires qui auront fait sa notoriété, celles contre Mark Kerr, Kazushi Sakuraba, Gary Goodridge, Yuki Kondo, Gilbert Yvel, Valentijn Overeem, ou encore Enson Inoue.
N'excluant pas l'éventualité d'un retour, il est désormais propriétaire d'un restaurant à Kharkiv, et intervient occasionnellement comme commentateur sportif à la télévision russe. Amateur de moto, il a aussi fondé un club de bikers. En 2009, il signe un contrat avec le « Fighting Mixed Combative », nouvelle organisation coréenne de MMA pour un évènement prévu au mois de septembre, annonçant des combattants prestigieux, tels que Blagoy Ivanov et Aleksander Emelianenko. Cependant, l'organisation fait faillite avant même que l'évènement ne soit organisé.
- Record kickboxing : 63 combats - 61 victoires/2 défaites
- Record MMA: 58 combats : 47 victoires/ 9 défaites / 1 draw / 1 no contest

## Palmarès enMMA
| Date       | Résultat   | Adversaire               | Méthode                         | Nom de l'évènement                              | Round, temps   | Notes                                                                                  |
| 8/28/2005  | Défaite    | Kazuhiro Nakamura        | Decision (Unanimous)            | PRIDE Final Conflict 2005                       | Round 2, 5:00  |                                                                                        |
| 6/26/2005  | Défaite    | Alistair Overeem         | Submission (Guillotine choke)   | PRIDE Critical Countdown 2005                   | Round 1, 1:20  |                                                                                        |
| 4/23/2005  | Victoire   | Yuki Kondo               | Decision (Unanimous)            | PRIDE Total Elimination 2005                    | Round 3, 5:00  |                                                                                        |
| 2/20/2005  | Victoire   | Yoshiki Takahashi        | KO (Punch)                      | PRIDE 29 - Fists Of Fire                        | Round 1, 1:10  |                                                                                        |
| 12/4/2004  | Victoire   | Sergey Terezimov         | Submission (Heel Hook)          | WOP - Water of Peresvit                         |                |                                                                                        |
| 10/14/2004 | Victoire   | Shamoji Fujii            | KO                              | PRIDE Bushido 5                                 | Round 1, 4:02  |                                                                                        |
| 2/1/2004   | Victoire   | Dan Bobish               | TKO (Strikes)                   | PRIDE 27 - Inferno                              | Round 2, 1:45  |                                                                                        |
| 8/10/2003  | Défaite    | Mirko Filipović          | KO (Leg Kick)                   | PRIDE Total Elimination 2003                    | Round 1, 1:29  |                                                                                        |
| 6/8/2003   | Victoire   | Bob Schrijber            | Submission (Rear Naked Choke)   | It's Showtime - Amsterdam Arena                 | Round 2, 4:05  |                                                                                        |
| 9/29/2002  | Défaite    | Quinton Jackson          | Submission (Injury)             | PRIDE 22 - Beasts From The East 2               | Round 1, 7:17  |                                                                                        |
| 2/24/2002  | Défaite    | Heath Herring            | Decision (Unanimous)            | PRIDE 19 - Bad Blood                            | Round 3, 5:00  |                                                                                        |
| 12/23/2001 | Victoire   | Valentijn Overeem        | Submission (Heel Hook)          | PRIDE 18 - Cold Fury 2                          | Round 1, 4:35  |                                                                                        |
| 11/10/2001 | Victoire   | Ricardas Rocevicius      | TKO (Leg Kicks)                 | Rings Lithuania - Bushido Rings 3               | Round 2        |                                                                                        |
| 11/3/2001  | Défaite    | Mario Sperry             | Submission (Arm-Triangle Choke) | PRIDE 17 - Championship Chaos                   | Round 1, 2:52  |                                                                                        |
| 7/29/2001  | Victoire   | Masaaki Satake           | Decision (Unanimous)            | PRIDE 15 - Raging Rumble                        | Round 3, 5:00  |                                                                                        |
| 5/27/2001  | Victoire   | Gilbert Yvel             | Submission (Choke)              | PRIDE 14 - Clash of the Titans                  | Round 1, 1:52  |                                                                                        |
| 3/25/2001  | Défaite    | Tra Telligman            | Decision                        | PRIDE 13 - Collision Course                     | Round 3, 5:00  |                                                                                        |
| 12/9/2000  | Victoire   | Mark Kerr                | Decision                        | PRIDE 12 - Cold Fury                            | Round 3, 5:00  |                                                                                        |
| 10/31/2000 | Victoire   | Nobuhiko Takada          | Submission (Strikes)            | PRIDE 11 - Battle of the Rising Sun             | Round 2, 3:17  |                                                                                        |
| 8/27/2000  | Victoire   | Enson Inoue              | TKO (Strikes)                   | PRIDE 10 - Return of the Warriors               | Round 1, 10:00 |                                                                                        |
| 6/4/2000   | Victoire   | Daijiro Matsui           | TKO (Strikes)                   | PRIDE 9 - New Blood                             | Round 1, 5:03  |                                                                                        |
| 5/1/2000   | Défaite    | Mark Coleman             | Submission (Strikes)            | PRIDE Grand Prix 2000 Finals                    | Round 2, 3:09  | Finale du « PRIDE Grand Prix 2000 », tous poids confondus                              |
| 5/1/2000   | Victoire   | Kazushi Sakuraba         | TKO (Corner Stoppage)           | PRIDE Grand Prix 2000 Finals                    | Round 1, 15:00 |                                                                                        |
| 5/1/2000   | Victoire   | Gary Goodridge           | TKO (Strikes)                   | PRIDE Grand Prix 2000 Finals                    | Round 1, 10:14 |                                                                                        |
| 1/30/2000  | Victoire   | Alexander Otsuka         | Decision                        | PRIDE Grand Prix 2000 Opening Round             | Round 1, 15:00 |                                                                                        |
| 11/21/1999 | Victoire   | Francisco Bueno          | KO (Punches)                    | PRIDE 8                                         | Round 1, 1:23  |                                                                                        |
| 9/12/1999  | No Contest | Mark Kerr                | No Contest                      | PRIDE 7                                         | N/A            | Victoire de Vovchanchyn par KO, annulée pour coups de genou (alors interdits au Pride) |
| 7/4/1999   | Victoire   | Carlos Barreto           | Decision                        | PRIDE 6                                         | Round 3, 5:00  |                                                                                        |
| 5/8/1999   | Victoire   | Vepcho Bardanashvili     | Submission (Choke)              | InterPride 1999-Heavyweight Final               | N/A            |                                                                                        |
| 4/29/1999  | Victoire   | Akira Shoji              | Decision                        | PRIDE 5                                         | Round 2, 10:00 |                                                                                        |
| 2/2/1999   | Victoire   | Edson Carvalho           | TKO (Strikes)                   | WVC 7-World Vale Tudo Championship 7            | Round 1, 3:16  |                                                                                        |
| 11/1/1998  | Victoire   | Aloisio Freitas Neto     | Submission (Strikes)            | WVC 6-World Vale Tudo Championship 6            | Round 1, 7:26  |                                                                                        |
| 10/11/1998 | Victoire   | Gary Goodridge           | TKO (Strikes)                   | PRIDE 4                                         | Round 1, 5:58  |                                                                                        |
| 2/3/1998   | Victoire   | Nick Nutter              | KO (Knee)                       | WVC 5-World Vale Tudo Championship 5            | Round 1, 0:14  |                                                                                        |
| 2/3/1998   | Victoire   | Elias Rodrigues          | Submission (Punches)            | WVC 5-World Vale Tudo Championship 5            | Round 1, 10:35 |                                                                                        |
| 2/3/1998   | Victoire   | Tulio Palhares           | Submission (Punches)            | WVC 5-World Vale Tudo Championship 5            | Round 1, 5:35  |                                                                                        |
| 11/12/1997 | Victoire   | Nick Nutter              | Submission (Headbutts)          | IAFC-1st Absolute Fighting World Cup Pankration | Round 1, 24:42 |                                                                                        |
| 11/12/1997 | Victoire   | Mikhail Avetisyan        | Decision                        | IAFC-1st Absolute Fighting World Cup Pankration | Round 1, 35:00 |                                                                                        |
| 11/12/1997 | Victoire   | Valery Pliev             | Submission (Punches)            | IAFC-1st Absolute Fighting World Cup Pankration | Round 1, 7:13  |                                                                                        |
| 8/29/1997  | Victoire   | Yuri Mildzikhov          | TKO (Forfait)                   | IAFC-Absolute Fighting Russian Open Cup 3       | N/A, 0:00      |                                                                                        |
| 8/29/1997  | Victoire   | Igor Guerus              | TKO                             | IAFC-Absolute Fighting Russian Open Cup 3       | Round 1, 7:13  |                                                                                        |
| 8/29/1997  | Victoire   | Vasily Kudin             | Submission (Leg Kicks)          | IAFC-Absolute Fighting Russian Open Cup 3       | Round 1        |                                                                                        |
| 5/23/1997  | Victoire   | Dimitry Panfilov         | TKO                             | COS-Cup of Stars                                | N/A            |                                                                                        |
| 5/23/1997  | Victoire   | Aslan Hamza              | N/A                             | COS-Cup of Stars                                | N/A            |                                                                                        |
| 5/2/1997   | Draw       | Leonardo Castello Branco | Draw                            | IAFC-Absolute Fighting Championship 2 Day 2     | Round 1, 35:00 |                                                                                        |
| 3/30/1996  | Victoire   | John Dixon               | Submission (Exhaustion)         | IIFC 1-Kombat in Kiev                           | Round 1, 9:10  |                                                                                        |
| 3/30/1996  | Victoire   | Paul Varelans            | TKO                             | IIFC 1-Kombat in Kiev                           | Round 1, 6:20  |                                                                                        |
| 3/30/1996  | Victoire   | Fred Floyd               | Submission (Strikes)            | IIFC 1-Kombat in Kiev                           | Round 1, 13:14 |                                                                                        |
| 3/1/1996   | Victoire   | Igor Guerus              | KO                              | DNRF-Ukrainian Octagon                          | Round 1, 1:41  |                                                                                        |
| 3/1/1996   | Victoire   | Sergey Sheremet          | KO                              | DNRF-Ukrainian Octagon                          | Round 1, 1:27  |                                                                                        |
| 3/1/1996   | Victoire   | Oleg Tischenko           | KO                              | DNRF-Ukrainian Octagon                          | Round 1, 0:05  |                                                                                        |
| 1/23/1996  | Victoire   | Roman Tikunov            | KO                              | MPS 1996-Mr. Powerman SEKAI 1996                | Round 1        |                                                                                        |
| 1/23/1996  | Victoire   | Sergei Bondarovich       | KO                              | MPS 1996-Mr. Powerman SEKAI 1996                | Round 1        |                                                                                        |
| 1/23/1996  | Victoire   | Nikolai Yatsuk           | KO                              | MPS 1996-Mr. Powerman SEKAI 1996                | Round 1        |                                                                                        |
| 9/25/1995  | Défaite    | Mikhail Illoukhine       | Submission (Chin in the Eye)    | IAFC-Absolute Fighting Championship 1           | Round 1, 6:30  |                                                                                        |
| 9/25/1995  | Victoire   | Adilson Lima             | TKO (Broken Nose)               | IAFC-Absolute Fighting Championship 1           | Round 1, 1:51  |                                                                                        |
| 9/25/1995  | Victoire   | Adilson Lima             | KO (Kicks and Punches)          | IAFC-Absolute Fighting Championship 1           | Round 1, 0:56  |                                                                                        |
| 9/25/1995  | Victoire   | Sergei Akinen            | TKO (Broken Arm)                | IAFC-Absolute Fighting Championship 1           | Round 1, 2:40  |                                                                                        |